# 土卫五十八
土卫五十八（临时名称：S/2004 S 26），是土星已知的最外层的天然卫星。其发现于2019年10月7日由斯科特·谢泼德、大卫·朱伊特和扬·克莱纳通过2004年12月12日至2007年3月21日期间的观测结果宣布。该卫星在2021年8月被正式命名。
土卫五十八的直径约为4公里，以逆行的方式绕土星公转，平均距离为26.676亿米（0.178天文单位），公转周期为1627.18天（是已知的唯一一个公转周期超过4年的土星卫星），轨道倾角为171°，轨道离心率为0.165。